# 발터 지커트
발터 리하르트 지커트(독일어: Walter Richard Sickert, 1860년 5월 31일 ~ 1942년 1월 22일)는 독일의 화가이다. 인상파의 영향을 받아 20세기 전위 예술 브리티시 스타일에 영향을 주었다. 또한 1880년대 후반부터 런던 변두리 이스트엔드에서 발생한 연쇄 엽기 살인 사건 잭 더 리퍼의 진범이 아닌가 하는 논란이 지속되고 있는 것도 유명하다.